# Вулька-Окронґлик
Вулька-Окронґлик (пол. Wólka Okrąglik) — село в Польщі, у гміні Косув-Ляцький Соколовського повіту Мазовецького воєводства.
Населення — 311 осіб (2011).
У 1975-1998 роках село належало до Седлецького воєводства.

## Демографія
Демографічна структура станом на 31 березня 2011 року:
|          | Загалом | Допрацездатний вік | Працездатний вік | Постпрацездатний вік |
| -------- | ------- | ------------------ | ---------------- | -------------------- |
| Чоловіки | 151     | 27                 | 95               | 29                   |
| Жінки    | 160     | 23                 | 76               | 61                   |
| Разом    | 311     | 50                 | 171              | 90                   |